# Awa Diop (handball)
Pour les articles homonymes, voir Awa Diop.
Awa Diop est une joueuse de handball franco-sénégalaise, née le 21 juin 1991 à Strasbourg, évoluant au poste d'ailière gauche.

## Biographie
Formée à l'ASPTT Strasbourg, elle rejoint le centre de formation de Besançon en 2008. Elle n'y reste finalement qu'un année après la fermeture du centre à la suite des difficultés financières du club. Elle s'engage alors avec Arvor 29, où elle gagne petit à petit du temps de jeu en LFH. Elle participe aux victoires du club en championnat et en coupe de la Ligue en 2012. 
À l'été 2012, elle est également appelée en équipe de France junior mais ne participera pas au championnat du monde junior en Corée.
En proie à des difficultés financières, Brest est relégué en 3e division et Awa Diop s'engage alors avec Celles-sur-Belle à l'été 2012. 
Après une saison 2013-2014 en première division, à Nantes, elle rejoint Achenheim, relégué en Nationale 1, en 2014.
En mars 2015, elle est retenue en équipe nationale sénégalaise[réf. nécessaire].
En Alsace, elle remporte le titre de championne de France de Nationale 1 et l'accession en deuxième division en 2018.
En 2018, elle atteint la finale du Championnat d’Afrique des Nations avec le Sénégal et elle est élue meilleure ailière gauche de la compétition. 

## Palmarès

### En club
compétitions nationales
- championne de France en 2012 (avec Arvor 29)
- vainqueur de la coupe de la Ligue en 2012 (avec Arvor 29)
- finaliste de la coupe de la Ligue en 2011 (avec Arvor 29)
- Championne de France de Nationale 1 en 2018 (avec Achenheim Truchtersheim Handball)

### En équipe nationale
championnats d’Afrique des Nations
- finaliste du championnat d’Afrique des Nations 2018

Jeux africains
- médaille de bronze aux Jeux africains de 2015

### Distinctions individuelles
- élue meilleure ailière gauche du Championnat d’Afrique des Nations 2018 avec l’équipe du Sénégal